# Tipula (Savtshenkia) cyrnosardensis
Tipula (Savtshenkia) cyrnosardensis is een tweevleugelige uit de familie langpootmuggen (Tipulidae). De soort komt voor in het Palearctisch gebied.